# Ficus ochracea
Ficus ochracea är en mullbärsväxtart som först beskrevs av C.C.Berg, och fick sitt nu gällande namn av C.C.Berg. Ficus ochracea ingår i släktet fikonsläktet, och familjen mullbärsväxter. Inga underarter finns listade i Catalogue of Life.